# Fiktionalisierung
Als Fiktionalisierung bezeichnet man im Journalismus und in der neueren Medientheorie alle Tendenzen einer Verwischung von journalistischen Distinktionen zwischen Realität und Fiktion, Wahrheit und Falschheit sowie Original und Kopie etc. Die Feststellung besagt auch, dass Medienangebote und -inhalte auch und gerade dann zunehmend fiktional sind, wenn die reine Realitätsabbildung suggeriert wird. Ein Beispiel hierfür ist der Slogan „Nichts ist härter als die Wahrheit“, mit dem die „Bild“-Zeitung wirbt. Fiktionalisierung wirkt paradoxerweise auf den Medienkonsumenten auch authentisierend.
Als Ursachen für diese Entwicklung wird die zunehmende Ökonomisierung, Kommerzialisierung, Boulevardisierung, Entertainisierung und Amerikanisierung sowie das Profitprimat in den Massenmedien angenommen.
Das Phänomen wird mit anderen Beobachtungen als Autopoietisierung des Journalismus bezeichnet.